# Ubiratan D'Ambrosio
Ubiratan D'Ambrosio, född 8 december 1932 i São Paulo, Brasilien, död där 12 maj 2021, var en brasiliansk matematiker.
D'Ambrosio avlade 1963 doktorsexamen vid universitetet i São Paulo. Hans akademiska bana tog honom till flera lärosäten runt om i världen: han genomgick forskarutbildning vid universitetet i Genua i Italien och Brown University i USA samt undervisade bland annat vid University at Buffalo och University of Illinois Chicago. I hemlandet var han knuten, som professor och vice kansler, till Universidade Estadual de Campinas. Från 1979 var han involverad i Pugwashrörelsen, driven särskilt av sitt intresse för relationen mellan matematik och krig.
Under sin karriär ägnade sig D'Ambrosio främst åt matematikens didaktik och historia. Mest uppmärksammat blev hans pionjärarbete inom etnomatematiken, en term han själv myntade år 1977. För denna insats belönades han 2001 av International Commission on the History of Mathematics med Kenneth O. May-priset.
Ubiratan D'Ambrosio var far till tillika matematikern Beatriz S. D'Ambrosio.